# Drew Sample
Drew Sample (Bellevue, 30 giugno 1997) è un giocatore di football americano statunitense che milita nel ruolo di tight end per i Cincinnati Bengals della National Football League (NFL).

## Carriera universitaria
Sample al college giocò a football con i Washington Huskies dal 2015 al 2018. Nell'ultima stagione fece registrare 25 ricezioni per 252 yard e 3 touchdown, andando a segno anche nell'Iron Bowl contro Ohio State.

## Carriera professionistica
Sample fu scelto nel corso del secondo giro (51º assoluto) del Draft NFL 2019 dai Cincinnati Bengals. Debuttò come professionista subentrando nella gara del primo turno contro i Seattle Seahawks senza ricevere alcun passaggio. La sua stagione da rookie si concluse ricevendo 5 passaggi per 30 yard in 9 partite, 2 delle quali come titolare.

## Palmarès
- American Football Conference Championship: 1

Cincinnati Bengals: 2021